# Wreschener Schulstreik

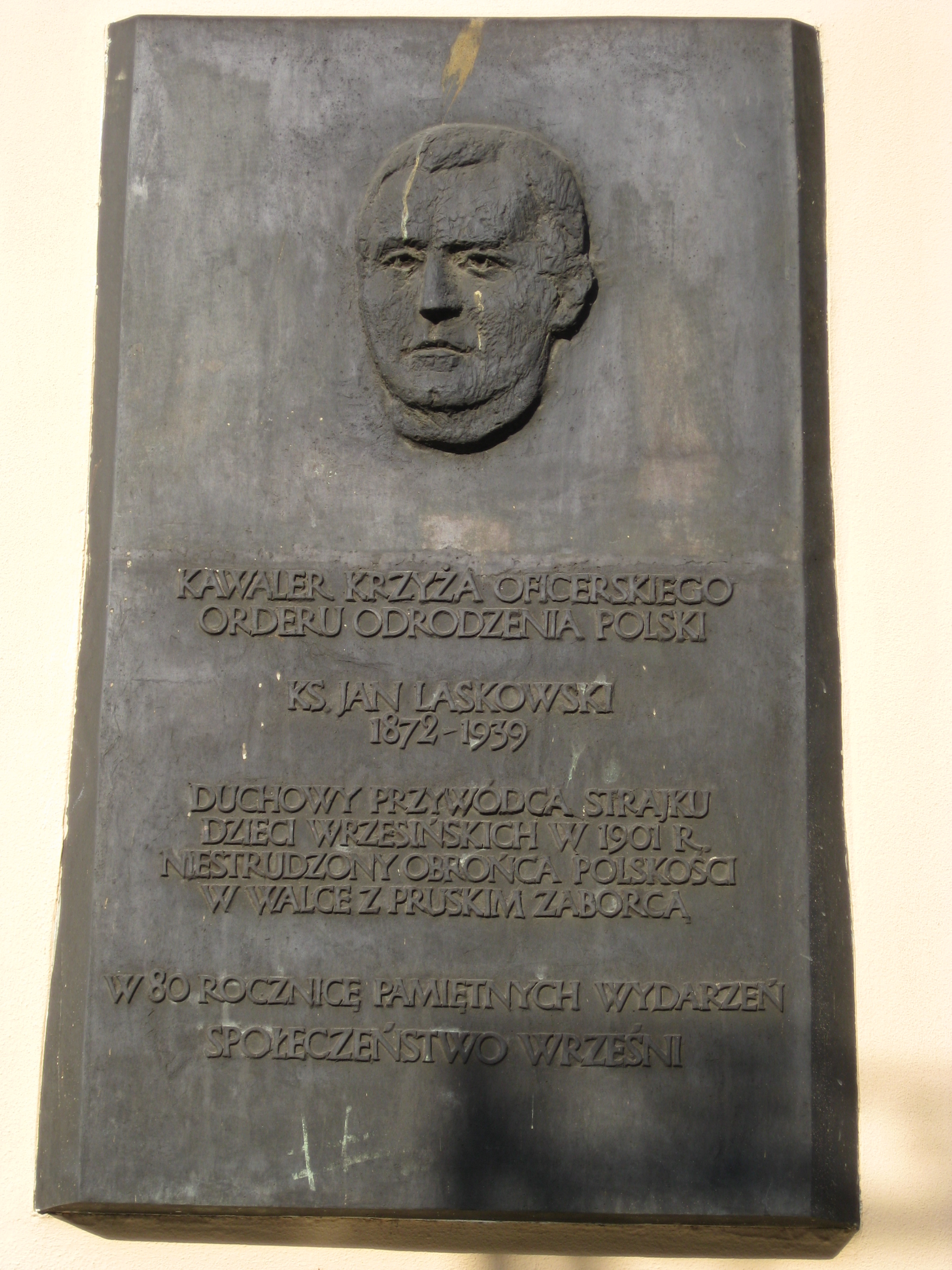
Gedenktafel für Jan Laskowski

Der Wreschener Schulstreik war ein Unterrichtsboykott polnischsprachiger Schüler, der 1901 in der östlich von Posen gelegenen Stadt Wreschen durchgeführt wurde. Das darauffolgende Gerichtsverfahren löste europaweite Kritik aus.

## Vorgeschichte
Bis zur Mitte des 19. Jahrhunderts gab es in der preußischen Provinz Posen kaum Probleme in den Schulen mit der Unterrichtssprache. Die Instruktion des Kultusministers vom 24. Mai 1842 bestimmte, dass die Kinder in allen Schulen den Unterricht in ihrer Muttersprache erhielten und für die polnischen Kinder Deutsch nur ein Unterrichtsfach war.
Die Situation änderte sich zuerst in Oberschlesien, wo durch die Verfügung vom 14. Februar 1863 in Volksschulen Deutsch als Unterrichtssprache vom zweiten Schuljahr an eingeführt wurde, und dann in Westpreußen, wo durch den Erlass des Kultusministers vom 25. Oktober 1865 „eine Regelung getroffen wurde, die von Klasse zu Klasse eine stärkere Berücksichtigung des Deutschen als Unterrichtsprache (in den Volksschulen) … festlegte. In der Oberstufe sollte das Polnische nur noch zur Erläuterung unbekannter Ausdrücke herangezogen werden.“
Nach der deutschen Reichsgründung wurde in Oberschlesien (20. September 1872), Ost- und Westpreußen (24. Juli 1873) und dann Posen (27. Oktober 1873) Deutsch als Unterrichtssprache in den Volksschulen eingeführt. Ausgenommen waren nur die Fächer Religion und Kirchengesang. Polnisch wurde von nun an nur zum Unterrichtsfach. Dieses wurde per Erlass des Kultusministers Gustav von Goßler am 7. September 1887 auch abgeschafft.
„Am 11.4.1891 ordnete der Kultusminister … an, dass die Regierung in Posen künftig privaten polnischen Schulunterricht in den Schulräumen auf Antrag zuzulassen habe. Dies wurde aber per Erlass seines Nachfolgers … am 16. März 1894 wieder aufgehoben – privater Polnisch-Unterricht war künftig verboten. Stattdessen wurde ein begrenzter polnischer Schreib- und Leseunterricht in den Schulbetrieb aufgenommen. Damit wurde aber keine Wiederherstellung des Status quo von 1873 vorgenommen; denn den auf 1–2 Wochenstunden und auf Schüler der Mittel- und Oberstufe begrenzten und gesondert zu beantragenden Unterricht konnten nur die polnischen Schüler in Anspruch nehmen, die auch den Religionsunterricht in polnischer Sprache erhielten … Es erklärt, warum sich in der Folgezeit die Auseinandersetzungen auf den Religionsunterricht konzentrierten, die Polen die polnische Sprache dort so erbittert verteidigten.“
Am 16. Juli 1900 wurde Deutsch im Religionsunterricht in der Mittel- und Oberstufe der Schulen der Stadt Posen eingeführt. Es bedurfte zwar keines Gesetzes, denn diese Möglichkeit war schon in den Regelungen von 1873 vorgesehen, wenn Kinder ausreichend Deutsch verstanden. Es wurde vorher aber nur wenig Gebrauch davon gemacht. Mit der neuen Regelung fiel der 1894 bedingt erlaubte Unterricht des Polnischen in der Mittel- und Oberstufe aus. Das hatte zwei Folgen: Erstens wurde der private polnische Sprachunterricht – 1894 verboten – wieder belebt, und Behörden gingen gegen die Lehrer mit Geld- und Gefängnisstrafen vor. Zweitens kam es zu einem Boykott in der Stadt Wreschen, wo im Frühling 1901 die deutsche Sprache im Religionsunterricht an der Oberstufe der Volksschule ebenfalls eingeführt wurde.

## Sprachenstreit
Nachdem am 1. April 1901 die preußische Regierung verordnet hatte, in der mehrheitlich von Polen bewohnten Stadt Wreschen müsse nun auch der Religionsunterricht ausschließlich in deutscher Sprache stattfinden, traten am 20. Mai 1901 118 Schüler der katholischen Volksschule unter Anleitung des Priesters Jan Laskowski (1872–1939) in einen Unterrichtsstreik. Sie verweigerten die Annahme des deutsch gedruckten Katechismus, sie lernten die religiösen Texte nicht und verweigerten jede Antwort auf Deutsch. Schulinspektor Winter ordnete daraufhin körperliche Züchtigungen an. Aufgebrachte Eltern forderten den Inspektor wie auch die Lehrer auf, die Prügelstrafen zu unterlassen.

## Prozess
Der Prozess gegen die Eltern in Gnesen erregte europaweites Aufsehen. Das harte Urteil sprach von „schweren Verbrechen des Aufruhrs und Landesfriedensbruches“. Insgesamt wurden 18 Wreschener Bürger verurteilt. Als 1906 für weitere 200 Volksschulen die deutsche Sprache im Religionsunterricht verbindlich wurde, streikten etwa 48.000 Schüler an 755 Schulen. Auf diese Massenbewegung in der Provinz Posen reagierte die preußische Verwaltung mit harten disziplinarischen Maßnahmen.
Auch im Reichstag wurde die Vorgehensweise der preußischen Regierung scharf kritisiert und als Bankrotterklärung deutsch-preußischer Kulturpolitik angesehen.